# Takashi Sakurai
Takashi Sakurai (桜井 孝司 Sakurai Takashi?), född 4 maj 1977 i Shizuoka prefektur, är en japansk före detta fotbollsspelare.
Sakurai började sin karriär 1996 i Yokohama Flügels. 1996 blev han utlånad till Gimnasia y Esgrima La Plata. Han gick tillbaka till Yokohama Flügels 1997. Med Yokohama Flügels vann han japanska cupen 1998. 1999 flyttade han till Consadole Sapporo. Han avslutade karriären 2000.